# メキサゾラム
メキサゾラム (mexazolam) はベンゾジアゼピン系の抗不安薬の一種。長時間作用型。神経症や心身症からくる症状に適応がある。日本での商品名はメレックス。
連用により依存症、急激な量の減少により離脱症状を生じることがある。

## 種類
- 錠剤:0.5mg,1mg
- 細粒:0.1%

## 薬理
脳にある神経受容体（ベンゾジアゼピン受容体）に結合し、抑制性の内因性リガンドであるGABAの親和性を増大させることにより、神経系に抑制的に作用する。

## 副作用
倦怠感、頭痛、集中力低下、ふらつき、脱力感など。

### 依存性
日本では2017年3月に「重大な副作用」の項に、連用により依存症を生じることがあるので用量と使用期間に注意し慎重に投与し、急激な量の減少によって離脱症状が生じるため徐々に減量する旨が追加され、厚生労働省よりこのことの周知徹底のため関係機関に通達がなされた。奇異反応に関して、錯乱や興奮が生じる旨が記載されている。医薬品医療機器総合機構からは、必要性を考え漫然とした長期使用を避ける、用量順守と類似薬の重複の確認、また慎重に少しずつ減量する旨の医薬品適正使用のお願いが出されている。調査結果には、日本の診療ガイドライン5つ、日本の学術雑誌8誌による要旨が記載されている。